# Al-Khalasah
Ne doit pas être confondu avec Al-Khalisah.
Al-Khalasah (en arabe : الخلصة al-Khalasah ; en hébreu : אל-ח'אלצה al-Khalatsah) était un village palestinien situé dans le désert du Néguev, à une vingtaine de kilomètres au sud de Beer-Sheva. 
La localité était située sur l'emplacement de l'antique (Haluza ou Elusa), un centre administratif fondé par les Nabatéens, et abandonné vers le XVe siècle. Au XIXe siècle, des archéologues font le lien entre les vestiges et les mentions scripturaires d'Elusa. Des bédouins s'y installent au début du XXe siècle
En 1948 al-Khalasah a été conquise par Israël au cours de la guerre israélo-arabe. Ses habitants se sont alors exilés.

## Histoire
Al-Khalasa a été fondée par les Nabatéens au début du IVe siècle av. J.-C.sous le nom de « al-Khalus » ou Haluza. Le savant grec Claude Ptolémée la cite comme une ville d'Édom située à l'ouest du Jourdain. Après la conquête romaine, al-Khalus est renommé « Elusa » et devient pendant le Bas-Empire romain, l'un des principaux centres de la province d'Arabie. C'est la ville natale de Zénobios, un rhéteur renommé d'Antioche. 
Elusa est l'une des premières localités du Néguev à avoir une population chrétienne significative[réf. nécessaire]. Païens et chrétiens vivent côte à côte. Les évêques d’Elusa participent au concile d'Éphèse en 431 et à celui de Chalcédoine en 451. Des pierres tombales trouvées dans le cimetière local indiquent qu'il y eut des païens à Elusa jusqu'au début du Ve siècle. À cette période, la cité fait partie de la  Palestinia Tertia (en).
Après la conquête musulmane du Levant, la localité prend le nom de al-Khalasa. Elle conserve son importance en tant que centre administratif pendant les débuts du califat arabe jusqu'à la fin du VIIe siècle
Le géographe syrien du XIIIe siècle Al-Dimashqi la décrit comme l'une des principales localités du désert du Néguev. Le géographe égyptien du XIVe siècle, al-Maqrizi indique que c'est l'une des principales « villes » du sud du désert de la Palestine. Cependant, avec le déclin progressif des routes commerciales du Néguev, al-Khalasa finit par tomber dans l'oubli.
Le site est abandonné pendant plusieurs siècles, mais au cours du XIXe siècle, les Ottomans récupèrent très largement les matériaux du village pour construire Gaza, ce qui explique qu'il reste peu de choses aujourd'hui,. 

## Fouilles archéologiques
Ces transports de pierres vers Gaza entraînent aussi le déplacement de nombreuses inscriptions lapidaires provenant de l'ancienne Khalasa. Elles seront finalement été retrouvées par des archéologues dans la bande de Gaza arabe, mais cette dispersion des vestiges de la cité antique a réduit l'intérêt du site pour les archéologues,.
Toutefois, en 1841 déjà, le bibliste Edward Robinson fait le lien entre Al-Khalasa et l'Elusa de l'Antiquité. Plus tard, en 1905, l’École biblique de Jérusalem étudie les vestiges archéologiques d’al-Khalasa tandis qu'une mission britannique établit le plan de l’ensemble du site archéologique. 

## Aujourd'hui
Ce regain d'intérêt pour le village encourage la tribu bédouine al-Azizma à s'y installer. Ses membres y édifient un village qui suit un plan triangulaire entre deux oueds, comportant des maisons construites en adobe et en pierre, un puits fournit de l'eau potable. Une école primaire est créée dans le village en 1941 et on y trouve plusieurs échoppes. La plupart des habitants vivent de l'élevage et du commerce
Pendant la guerre israélo-arabe de 1948, le village est défendu par l'armée égyptienne et des volontaires de milices locales. Les forces arabes sont défaites par la brigade HaNeguev durant l'opération Yoav, dans les derniers jours d'octobre 1948.